# Vacca (album)
Vacca è un album in studio del gruppo musicale italiano Squallor, pubblicato nel 1977.

## Descrizione
La prima facciata è aperta da un'ironica introduzione nella quale Alfredo Cerruti presenta il gruppo come "fenomeno di successo, fenomeno di cesso", confrontandolo con i Beatles, i Pink Floyd e Orietta Berti. Segue la title track, nella quale Gianni Boncompagni (che, in questo disco, figura anche come autore del pezzo Gentleman) commenta il concerto dello sfortunato gruppo musicale The Cow, i cui membri si sono suicidati nei modi e nelle maniere più strampalate nonostante la loro presenza sul palco. Abat-jour è una parodia degli inseguimenti polizieschi, la cui gag delle volanti 1 e 2 verrà ripresa da Cerruti all'interno del programma Indietro tutta!. L'alluvione prosegue la tradizione delle surreali cronache in diretta, così come Aia e Gentleman rivisitano in maniera parodistica le canzoni di genere sentimentale del tempo. Piazza Sanretro è un irriverente sermone nel quale vengono trattati i temi del gioco d'azzardo e del consumismo come valori spirituali, mentre in Testamento specifico assistiamo a uno dei primi duetti di Cerruti e Pace nel quale l'uno si prende gioco dell'altro che detta le sue ultime volontà citofonando a uno sconosciuto. Chiude l'album Terrestri, monito apocalittico alla razza umana da parte di un'entità apparentemente aliena, come suggerito dal titolo.
Il disco è stato pubblicato originalmente, nel 1977, in formato LP e musicassetta su etichetta CBS, all'epoca distribuita in Italia dalla CGD e da questa utilizzata come sottoetichetta. Nello stesso anno è stato ristampato su etichetta CGD. Nel 1989, sempre su etichetta CGD, l'album viene ristampato in LP, musicassetta e CD.

## Tracce
1. Introduzione – 0:32 (Daniele Pace, Totò Savio, Giancarlo Bigazzi)
2. Vacca – 4:34 (testo: Gianni Boncompagni – musica: Elvio Monti)
3. Abat-jour (Salomè) – 3:27 (testo: Bixio Cherubiini – musica: Robert Stolz)
4. L'alluvione – 3:44 (Daniele Pace, Totò Savio, Giancarlo Bigazzi)
5. Leave love – 3:51 (testo: Daniele Pace – musica: Berto Pisano, Totò Savio, Giancarlo Bigazzi)
6. Il gatto vasellina – 3:21 (Daniele Pace, Totò Savio, Giancarlo Bigazzi)
7. Aia – 4:32 (testo: Daniele Pace, Oscar Avogadro Sandro Giacobbe – musica: Sandro Giacobbe)
8. Gentleman – 3:46 (Gianni Boncompagni)
9. Piazza Sanretro – 4:15 (Daniele Pace, Totò Savio, Giancarlo Bigazzi)
10. Testamento specifico – 3:06 (Daniele Pace, Totò Savio, Giancarlo Bigazzi)
11. Terrestri – 3:44 (Daniele Pace, Totò Savio, Giancarlo Bigazzi)

Durata totale: 38:52

## Crediti
- Alfredo Cerruti - voce
- Totò Savio - voce
- Gianni Boncompagni - voce in Vacca